# 路村乡
路村乡，是中华人民共和国山西省长治市屯留区下辖的一个乡镇级行政单位。

## 行政区划
路村乡下辖以下地区：
路村、王村、官庄村、西兴旺村、东兴旺村、郭庄村、水东村、南浒庄村、北浒庄村、姬村、常西村、常东村、石室村、老军庄村、西洼村、刘村、原村、栗村、前苏村、后苏村、姜庄村、许村、东洼村和马战村。